# ميتشيكو نيا
ميتشيكو نيا (根谷美智子 نيا ميتشيكو) هي مؤدية أصوات يابانية ولدت في 4 أكتوبر 1965 في إتشيزين، فوكوي.

## أدوارها في الأنمي

### مسلسلات أنمي تلفزيونية
- خيميائي الفولاذ - ريزا هوكاي
- إيوريكا سفن - تالهو يوكي، موريس
- بيز جيمر - كيكو إيتشينوميا
- البدلة المتنقلة جاندام 00 - شيرين باختيار
- فل ميتال بانيك! - ميليسا ماو
- فل ميتال بانيك؟ فوموفو - ميليسا ماو
- فل ميتال بانيك! The Second Raid - ميليسا ماو
- لاست إكسايل - المايسترو ديلفين إيراكليس
- سول إيتر - أراكني
- برج درواغا 〜the Sword of URUK〜 - غريميكا
- يوغي GX - فوندا فونتين
- زان سايونارا زِتسبو سينسيه - ميكو نيزو
- شامان كينج - تاو جون، ماريون فاونا
- خادم الصفر: فارس القمرين - أنييس
- خادم الصفر: رقصة الأميرات - أنييس
- خادم الصفر F - أنييس
- ترينيتي بلاد - أستاروث أسران
- ذا سول تيكر - رونا توكيساكا
- R.O.D -THE TV- - نانسي ماكوهاري/مس ديب
- إينيشال دي - ماكو ساتو
- إينيشال دي Fifth Stage - ماكو ساتو
- نادي مضيفي ثانوية أوران - أيانوكوجي
- تنجن توبا جورين لاجان - أديني
- غوين ساغا - يانا ديفي
- كرونو كروسيد - ساتيلا هارفنهايت
- زامد الذكرى الضائعة - بروي سوكاكي
- سيكيريه - هيبيكي
- سيكيريه 〜Pure Engagement〜 - هيبيكي
- ناتسو نو أراشي! أكينايتشو - ريوكو كاميغامو
- سكرابد برنسس - ستير سيفيليان
- كاتاناغاتاري - مانيوا كيوكين
- أراكاوا أندر ذا بريدج x بريدج - «والدة نينو»
- غوسيك - صوفي
- تايغر آند باني - كريم
- حفيد نوراريهيون: عاصمة العفاريت - يودو، هاغورومو غيتسوني
- بليد - لوبيت
- حماس كرة القدم - هاروكا أوتا
- أسطورة أراتا - والدة أراتا هينوهارا
- لوست يونيفرس - كالي
- سبيس داندي - كوفي ميل
- تيلز أوف ذي أبيس - ناتاليا لوزو كيملاسكا-لانفالدير
- فرسان التنكاي - آنسة فينويك
- معرض الفن المزيف - رونا تسوجيدو
- بوكيمون - فتاة الصخرة، روبي، تييرا

### أنمي الإنترنت
- هيتاليا Axis Powers - المجر
- هيتاليا World Series - المجر

### أوفا أنمي
- R.O.D -READ OR DIE- - نانسي ماكوهاري/مس ديب
- سوبرنتشرل ذي أنيميشن - كاثرين بويل

### أفلام أنمي
- فيلم خيميائي الفولاذ: محتل شامبالا - ريزا هوكاي
- تنجن توبا جورين لاجان: فصل جورين - أديني
- إينيشال دي Third Stage - ماكو ساتو
- فيلم البدلة المتنقلة جاندام 00: أ ويكينينج أوف ذا تريلبليزر - شيرين باختيار
- هيتاليا: الشاشة الفضية Paint it, White - المجر
- إيوريكا سفن: جيب مليء بأقواس قزح - تالهو يوكي

## أدوارها في ألعاب الفيديو
- تيلز أوف ذي أبيس - ناتاليا لوزو كيملاسكا-لانفالدير
- تيلز أوف ذا وورلد: ريف يونايتيا - ناتاليا لوزو كيملاسكا-لانفالدير

## أدوارها في الدبلجة اليابانية
- سكريم 4 - سيدني بريسكوت

## وصلات خارجية
- ميتشيكو نيا على موقع IMDb (الإنجليزية)
- ميتشيكو نيا على موقع ميوزك برينز (الإنجليزية)
- ميتشيكو نيا على موقع قاعدة بيانات الفيلم (الإنجليزية)
- ميتشيكو نيا على موقع ANN person (الإنجليزية)